# Je-Vaughn Watson
Je-Vaughn Watson (Saint Catherine Parish, 1983. október 22. –) jamaicai labdarúgó, az amerikai OKC Energy hátvédje, de középpályásként is bevethető.